# 新市庄
新市庄，為1920年~1945年間存在之行政區，轄屬台南州新化郡。今台南市新市區。

## 街庄原名
原屬
- 新化西里之新市街、新店庄、社內庄、番仔藔庄
- 新化里西堡之三舍庄、道爺庄、看西庄、橋頭庄、大洲庄
- 外新化南里之港仔墘庄
- 新化北里之大營庄[1]

## 行政區劃
新市庄轄域內分為新市、新店、社內、番子寮、三舍、道爺、看西、橋頭、大洲、港子墘、大營十一個大字。戰後，1946年7月1日接收原山上鄉潭頂、大社兩村迄今。